# East Grand Forks
East Grand Forks är en ort i Polk County i Minnesota vid Red River of the North på gränsen till North Dakota. Grand Forks ligger på andra sidan floden. Vid 2010 års folkräkning hade East Grand Forks 8 601 invånare.